# Sona Əhmədli
Sona Yadulla qızı Əhmədli (auch Ahmadli; * 5. Oktober 1988 in Baku) ist eine aserbaidschanische Ringerin. Sie wurde 2010 Europameisterin in der Gewichtsklasse bis 59 kg Körpergewicht.

## Werdegang
Sona Əhmədli wuchs in Baku auf und begann dort als Jugendliche zunächst mit Judo. Als Juniorin erreichte sie in dieser Sportart größere Erfolge und wurde im Jahre 2004 in Rotterdam Junioren-Vizeeuropameisterin in der Altersgruppe U 17. Sie erreichte danach bis zum Jahre 2005 in dieser Sportart bei weiteren internationalen Turnieren und bei der Junioren-Europameisterschaft 2005 in Zagreb, wo sie den 5. Platz belegte, noch einige gute Ergebnisse.
Im Jahre 2006 wechselte sie zum Ringen. Dazu wurde sie Mitglied von Dinamo Baku. Ihre Trainer sind bzw. waren seither Rafik Hadschiew, Nazim Alichanow und Ari Farmanow. Die 1,65 Meter große Sportlerin ist Sportstudentin und wiegt etwas über 60 kg.
Ihr Debüt auf der internationalen Ringermatte gab Sona Əhmədli bei der Junioren-Europameisterschaft 2007 in Belgrad, wo sie in der Gewichtsklasse bis 59 kg den 5. Platz belegte. Bei der Junioren-Weltmeisterschaft 2007 in Peking schnitt sie nicht so gut ab und belegte den 10. Platz. Im gleichen Jahr wurde sie in Baku auch schon bei der Weltmeisterschaft der Damen eingesetzt, musste aber dort in der Gewichtsklasse bis 59 kg noch gehöriges Lehrgeld bezahlen. Sie verlor gegen Stephanie Gross aus Deutschland und gegen Brittanee Laverdure aus Kanada und landete auf dem 18. Platz.
Im Jahre 2008 gewann Sona Əhmədli dann ihre erste Medaille bei einer internationalen Meisterschaft. Sie belegte bei der Junioren-Europameisterschaft in Košice hinter Agata Pietrzyk aus Polen den 2. Platz. Bei der Junioren-Weltmeisterschaft dieses Jahres in Istanbul schied sie nach einer Niederlage in ihrem zweiten Kampf gegen Alla Tscherkassowa aus der Ukraine aus und kam auf den 8. Platz.
Bei den Ringer-Europameisterschaften 2009 in Vilnius kam für Sona Əhmədli das "Aus" schon nach der 1. Runde, in der sie gegen Anastasija Grigorjeva aus Lettland verlor. Sie belegte in Vilnius nur den 16. Platz.
Der größte Erfolg in ihrer bisherigen Laufbahn gelang ihr dann bei der Europameisterschaft 2010 im heimischen Baku. Sie wurde dort mit Siegen über Gudrun Annette Høie aus Norwegen, Meryem Selloum aus Frankreich und Taybe Yusein aus Bulgarien Europameisterin. Bei der Weltmeisterschaft dieses Jahres in Moskau hatte sie aber keinen Erfolg und schied nach einer Niederlage gegen Ayako Shōda aus Japan schon nach der 1. Runde aus und belegte nur den 13. Platz.
Im Jahre 2011 wurde sie nur bei der Weltmeisterschaft in Istanbul eingesetzt wo sie in der Gewichtsklasse bis 59 kg nach Siegen über Olga Kalinina, Kasachstan, Waleria Scholobowa, Russland und Nadeschda Michalkowa, Belarus, einer Niederlage gegen Hanna Wassylenko, Ukraine und einem weiteren Sieg über Amanda Gerhart aus Kanada den 3. Platz belegte und damit eine WM-Bronzemedaille gewann.
Bei der Europameisterschaft 2012 in Belgrad, konnte sie hinter Hanna Wassylenko und Anastasija Grigorjeva, gemeinsam mit Ludmila Cristea aus Moldawien eine weitere Bronzemedaille gewinnen.

## Internationale Erfolge
| Jahr | Platz | Wettbewerb                   | Gewichtsklasse | Ergebnisse |
| 2007 | 5.    | Junioren-EM in Belgrad       | bis 59 kg      | hinter Larissa Kanajewa, Russland, Agata Pietrzyk, Polen, Tatjana Bochan, Belarus und Sanne Hernodh, Schweden                                                                                  |
| 2007 | 10.   | Junioren-WM in Peking        | bis 59 kg      | Siegerin: Li Song Ni, China vor Tatjana Padilla, USA |
| 2007 | 18.   | WM in Baku                   | bis 59 kg      | nach Niederlagen gegen Stephanie Gross, Deutschland und Brittanee Laverdure, Kanada |
| 2008 | 5.    | Golden-Grand-Prix in Baku    | bis 59 kg      | hinter Ludmila Cristea, Moldawien, Alla Tscherkassowa, Ukraine, Elvira Mursalowa, Aserbaidschan und Miruyet Duibajewa, Kasachstan                                                              |
| 2008 | 2.    | Junioren-EM in Košice        | bis 59 kg      | hinter Agata Piertzyk, vor Andrea Elena Simon, Rumänien und Irina Chariw, Ukraine |
| 2008 | 8.    | Junioren-WM in Istanbul      | bis 59 kg      | nach einem Sieg über Andrea Elena Simon und einer Niederlage gegen Alla Tscherkassowa |
| 2009 | 16.   | EM in Vilnius                | bis 59 kg      | nach einer Niederlage gegen Anastasija Grigorjeva, Lettland |
| 2009 | 3.    | Golden-Grand-Prix in Baku    | bis 59 kg      | hinter Chikako Matsukawa, Japan und Julia Ratkewitsch, Aserbaidschan |
| 2010 | 1.    | EM in Baku                   | bis 59 kg      | nach Siegen über Gudrun Annette Høie, Norwegen, Meryem Selloum, Frankreich und Taybe Yusein, Bulgarien                                                                                         |
| 2010 | 5.    | Austrian-Lady-Open in Götzis | bis 59 kg      | hinter Johanna Mattsson, Schweden, Gudrun Annette Høie, Fabienne Wittenwiller, Schweiz und Aurora Fajardo Prieto, Spanien                                                                      |
| 2010 | 5.    | Golden-Grand-Prix in Baku    | bis 59 kg      | hinter Marianna Sastin, Ungarn, Johanna Mattsson, Hanna Wassylenko und Kei Yamana, Japan |
| 2010 | 13.   | WM in Moskau                 | bis 59 kg      | nach einer Niederlage gegen Ayako Shōda, Japan |
| 2011 | 1.    | Golden-Grand-Prix in Baku    | bis 59 kg      | vor Olga Butkewitsch, Großbritannien und Olesja Samula, Aserbaidschan |
| 2011 | 3.    | WM in Istanbul               | bis 59 kg      | nach Siegen über Olga Kalinina, Kasachstan, Walessa Scholobowa, Russland und Nadeschda Michalkowa, Belarus, einer Niederlage gegen Hanna Wassylenko und einem Sieg über Amanda Gerhart, Kanada |
| 2012 | 3.    | EM in Belgrad                | bis 59 kg      | hinter Hanna Wassylenko und Anastasija Grigorjeva, gemeinsam mit Ludmila Cristea |

## Erläuterungen
- alle Wettbewerbe im freien Stil
- WM = Weltmeisterschaft, EM = Europameisterschaft